# 터보팬

터보팬 엔진(높은 바이패스 비)

터보팬 또는 팬젯(영어: turbofan 또는 fanjet)은 가스터빈 엔진의 일종으로 항공기에 추력을 공급하는 동력원으로 사용된다.

## 특징
이전의 제트 엔진인 터보제트 기관에 비해 높은 바이패스비(by-pass ratio)를 가지고 있다. 따라서, 터보제트 기관에 비해 대량의 산소와 연료가 혼합되어 산화됨으로써 완전연소가 가능하여, 터보제트 기관에 비해 높은 연비를 달성하였다. 터보팬 기관의 발명은 제트 엔진의 역사에서 가장 큰 진보 중 하나라고도 일컫는다.
경제성이 중시되는 민간 여객기의 경우 대체로 터보팬 기관을 장착하고 있으며, 군용기의 상당수도 최근 개발된 것들은 터보팬 기관을 장착하고 있고 예전에 개발된 터보제트 기관을 장착한 기존 군용기들의 경우 개수 과정에서 엔진을 터보팬 엔진으로 교체하기도 한다.
최근 개발되는 것들은 여러 번의 오일 쇼크 사태를 겪으면서 연료비의 상승으로 인해, 바이패스비가 높아지는 경향을 보이고 있어 예컨대 보잉 777에 장착되는 터보팬 기관의 경우 10:1의 바이패스비를 가지고 있다고 한다. 이는 보잉 777에서 터보 팬 기관의 블레이드(회전날개)의 회전에 의해 발생한 추력이 연소가스에 의한 추력에 비해 10배라는 의미로서, 극단적으로 말하자면 프로펠러기와 유사한 추진이 되었다고 할 수도 있을 것이다.

## 터보제트와의 비교

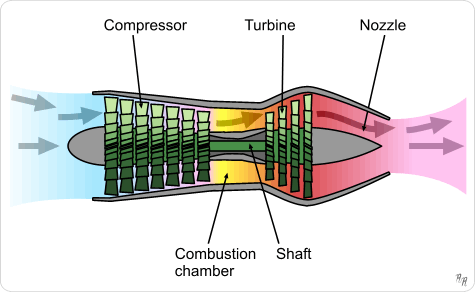
터보제트 엔진

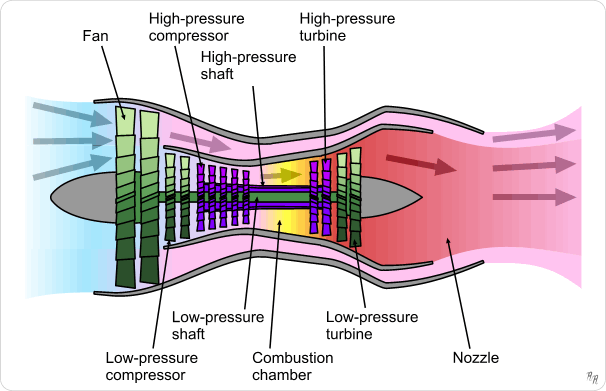
터보팬 엔진(로우 바이패스 비)

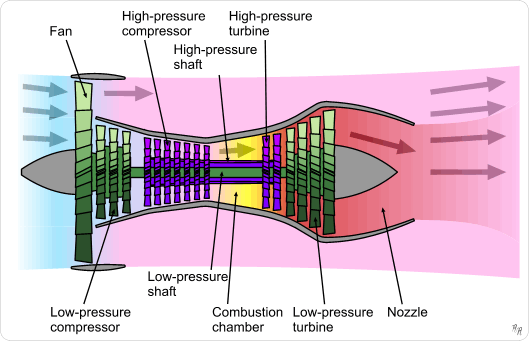
터보팬 엔진(하이 바이패스 비)

터보팬은 터보제트로부터 발전한 것으로서 그 형태가 유사하므로, 서로 비교하여 설명하는 것이 각각의 특징을 이해하는 데 도움이 된다.
그림에서 알 수 있듯이, 터보제트에서는 엔진으로 유입되는 모든 공기가 압축기 → 연소기 → 터빈을 통하는 유로를 거쳐 노즐로 배출되는 반면, 터보팬에서는 압축기로 유입된 공기의 일부가 연소기나 터빈을 거치지 않고 노즐로 배출된다. 이처럼 연소기 및 터빈을 통과하는 유동을 코어 유동(core flow), 주 유동(primary flow) 등으로 부르고, 이를 통과하지 않는 유동을 바이패스 유동(bypass flow), 2차 유동(secondary flow) 등으로 부른다.
코어 유동은 노즐에서 배출될 때 고온, 고압, 고속의 상태이며, 바이패스 유동은 코어 유동에 비해 상대적으로 노즐에서 배출될 때의 온도, 압력, 속도가 낮다. 대신 바이패스 유동은 코어 유동에 비해 터빈 일(turbine work)을 훨씬 적게 소모하기 때문에, 바이패스 유동을 사용하면 엔진이 배출하는 공기 유량을 크게 증가시킬 수 있게 된다.
엔진의 추력은 배출되는 기체의 운동량(momentum, {\displaystyle P=mv})에 비례하기 때문에 속도 증가와 유량 증가는 모두 추력 증가에 도움이 된다. 그러나 일반적인 경우 코어 유동으로 사용하여 속도를 증가시키는 것보다는 같은 에너지를 사용하여 바이패스 유동의 유량을 증가시키는 것이 추력 증가에 더 효율적이다. 바로 이러한 이유로 대부분의 항공기가 터보제트 대신 터보팬을 사용하게 되었다.

## 바이패스 비
터보팬에서 바이패스 유동의 유량과 코어 유동의 유량의 비율을 바이패스 비(bypass ratio)라고 한다. 바이패스 비 2:1이라고 하면 이는 바이패스 유동의 유량이 코어 유동의 유량의 2배라는 의미이다. 터보젯은 터보팬 중 바이패스 비가 0:1인 특수한 경우라고 할 수도 있을 것이다.
터보팬 엔진을 채용한 현대의 항공기를 보면, 전투기는 바이패스 비가 상대적으로 낮은 엔진을 사용하고(T-50에 사용되는 F-404는 바이패스 비가 0.34:1), 여객기는 이에 비해 바이패스 비가 높은 엔진을 사용한다(Bombardier CRJ200에 사용되는 CF34는 바이패스 비가 6.2:1).
이는, 바이패스 비가 높은 엔진의 경우 동일한 추력을 내는 데 필요한 연료량이 적은 반면, 엔진의 단면적이 커 비행 시의 공기 저항이 크고, 따라서 빠른 속도를 필요로 하는 항공기의 경우에는 적합하지 않기 때문이다.

## 같이 보기
- 기어드 터보팬